# Коровяковский сельсовет
Коровяковский сельсовет — сельское поселение в Глушковском районе Курской области Российской Федерации.
Административный центр — село Коровяковка.

## История
Статус и границы сельского поселения установлены Законом Курской области от 21 октября 2004 года № 48-ЗКО «О муниципальных образованиях Курской области».

## Население
| 2002 | 2010  | 2012 | 2013 | 2014 | 2015 | 2016 |
| ---- | ----- | ---- | ---- | ---- | ---- | ---- |
| 1157 | ↘1016 | ↘976 | ↘940 | ↘894 | ↘873 | ↘866 |
| 2017 | 2018  | 2019 | 2020 | 2021 |      |      |
| ↘851 | ↘840  | ↘826 | ↘798 | ↘755 |      |      |

## Состав сельского поселения
| № | Населённый пункт | Тип населённого пункта       | Население |
| - | ---------------- | ---------------------------- | --------- |
| 1 | Заболотовка      | деревня                      | ↘272      |
| 2 | Коровяковка      | село, административный центр | ↘522      |
| 3 | Ольхожемчугов    | хутор                        | ↘20       |
| 4 | Тяжино           | деревня                      | ↘202      |